# Казань (Слободской район)
Казань — село в Слободском районе Кировской области России. Входит в состав муниципального образования Озерницкое сельское поселение. Располагается у реки Летки в 50 километрах севернее Слободского. Является восточным в группе непосредственно расположенных друг от друга населённых пунктов Конец, Евстрашинцы, Агеево, Усолье.
В селе находился деревянный храм Казанской иконы Божией Матери, сгоревший в 1978 году.

## Население
| 2010 |
| ---- |
| 11   |